# Filmografia do Gato Félix
Esta é uma lista completa de filmes de animação lançados nos cinemas estrelados por Félix, o Gato.

## Filmes curtos

### Filmes mudos

#### Paramount Pictures (1919–1921)
Os primeiros 25 desenhos animados de Felix foram distribuídos nos cinemas pela Paramount Pictures. O personagem foi nomeado "Master Tom" até As Aventuras de Felix.

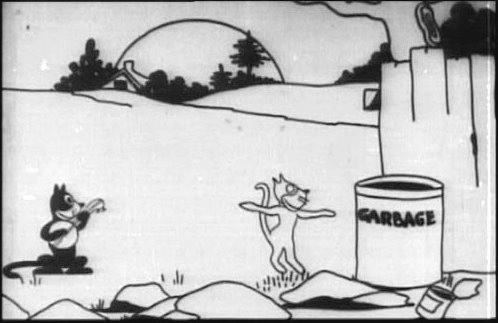
Felix (então conhecido como Master Tom) em sua primeira aparição nas telas, Feline Follies (1919).

| Título                    | Data de lançamento original |
| ------------------------- | --------------------------- |
| Feline Follies assistir   | 9 de novembro de 1919       |
| The Musical Mews          | 16 de novembro de 1919      |
| The Adventures of Felix   | 14 de dezembro de 1919      |
| A Frolic with Felix       | 25 de janeiro de 1920       |
| Felix the Big Game Hunter | 22 de fevereiro de 1920     |
| Wrecking a Romeo          | 7 de março de 1920          |
| Felix the Food Controller | 11 de abril de 1920         |
| Felix the Pinch Hitter    | 18 de abril de 1920         |
| Foxy Felix                | 16 de maio de 1920          |
| A Hungry Hoodoo           | 6 de junho de 1920          |
| The Great Cheese Robbery  | 13 de junho de 1920         |
| Felix and the Feed Bag    | 18 de julho de 1920         |
| Nifty Nurse               | 22 de agosto de 1920        |
| The Circus assistir       | 26 de setembro de 1920      |
| My Hero                   | 24 de outubro de 1920       |
| Felix the Landlord        | 21 de novembro de 1920      |
| Felix's Fish Story        | 26 de dezembro de 1920      |
| Felix the Gay Dog         | 6 de fevereiro de 1921      |
| Down on the Farm          | 13 de fevereiro de 1921     |
| Felix the Hypnotist       | 20 de março de 1921         |
| Free Lunch                | 17 de abril de 1921         |
| Felix Goes on Strike      | 15 de maio de 1921          |
| Felix Out of Luck         | 5 de junho de 1921          |
| The Love Punch            | 3 de julho de 1921          |
| Felix Left at Home        | 17 de julho de 1921         |

#### Margaret J. Winkler(1922–1925)

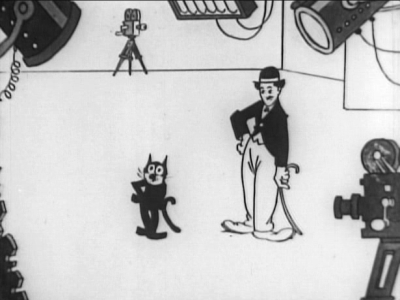
Felix e Charlie Chaplin dividem a tela em momento memorável de Felix in Hollywood (1923).

64 cartoons
| Título                               | Data de lançamento      |
| ------------------------------------ | ----------------------- |
| Felix Saves the Day assistir         | 1º de fevereiro de 1922 |
| Felix at the Fair assistir           | 1º de março de 1922     |
| Felix Makes Good assistir            | 1º de abril de 1922     |
| Felix All at Sea                     | 1º de maio de 1922      |
| Felix in Love assistir               | 1º de junho de 1922     |
| Felix in the Swim assistir           | 1º de julho de 1922     |
| Felix Finds a Way assistir           | 1º de agosto de 1922    |
| Felix Gets Revenge assistir          | 1º de setembro de 1922  |
| Felix Wakes Up                       | 15 de setembro de 1922  |
| Felix Minds the Kid assistir         | 1º de outubro de 1922   |
| Felix Turns the Tide assistir        | 15 de outubro de 1922   |
| Fifty-Fifty assistir                 | 21 de outubro de 1922   |
| Felix Comes Back assistir            | 1922                    |
| Felix on the Trail                   | 1º de novembro de 1922  |
| Felix Lends a Hand assistir          | 15 de novembro de 1922  |
| Felix Gets Left assistir             | 1º de dezembro de 1922  |
| Felix in the Bone Age assistir       | 15 de dezembro de 1922  |
| Felix the Ghost Breaker assistir     | 1º de janeiro de 1923   |
| Felix Win's Out assistir [sic]       | 15 de janeiro de 1923   |
| Felix Tries for Treasure assistir    | 15 de abril de 1923     |
| Felix Revolts assistir               | 1º de maio de 1923      |
| Felix Calms His Conscience           | 15 de maio de 1923      |
| Felix the Globe Trotter              | 1º de junho de 1923     |
| Felix Gets Broadcasted assistir      | 15 de junho de 1923     |
| Felix Strikes it Rich assistir       | 1º de julho de 1923     |
| Felix in Hollywood assistir          | 15 de julho de 1923     |
| Felix in Fairyland assistir          | 1º de agosto de 1923    |
| Felix Laughs Last assistir           | 15 de agosto de 1923    |
| Felix and the Radio                  | 1923                    |
| Felix Fills a Shortage               | 15 de novembro de 1923  |
| Felix the Goat-Getter                | 1º de dezembro de 1923  |
| Felix Goes A-Hunting assistir        | 15 de dezembro de 1923  |
| Felix Out of Luck assistir           | 1º de janeiro de 1924   |
| Felix Loses Out                      | 15 de janeiro de 1924   |
| Felix 'Hyps' the Hippo assistir      | 1º de fevereiro de 1924 |
| Felix Crosses the Crooks assistir    | 15 de fevereiro de 1924 |
| Felix Tries to Rest assistir         | 29 de fevereiro de 1924 |
| Felix Doubles for Darwin assistir    | 15 de março de 1924     |
| Felix Finds Out assistir             | 1º de abril de 1924     |
| Felix Cashes In                      | 1924                    |
| Felix Fairy Tales                    | 1924                    |
| Felix Pinches the Pole assistir      | 1º de maio de 1924      |
| Felix Puts it Over                   | 15 de maio de 1924      |
| A Friend in Need                     | 1º de junho de 1924     |
| Felix Finds 'Em Fickle assistir      | 15 de junho de 1924     |
| Felix Baffled by Banjos              | 15 de junho de 1924     |
| Felix All Balled Up assistir         | 1º de julho de 1924     |
| Felix Brings Home the Bacon assistir | 15 de julho de 1924     |
| Felix Goes West assistir             | 1º de agosto de 1924    |
| Felix Minds His Business             | 1924                    |
| Felix Grabs His Grub assistir        | Setembro de 1924        |
| Felix Goes Hungry                    | 1º de dezembro de 1924  |
| Felix Finishes First                 | 15 de dezembro de 1924  |
| Felix Wins and Loses                 | 1º de janeiro de 1925   |
| Felix All Puzzled assistir           | 15 de janeiro de 1925   |
| Felix Follows the Swallows assistir  | 1º de fevereiro de 1925 |
| Felix Rests in Peace                 | 15 de fevereiro de 1925 |
| Felix Gets His Fill assistir         | 1º de março de 1925     |
| Felix Full O' Fight assistir         | 13 de abril de 1925     |
| Felix Outwits Cupid                  | 27 de abril de 1925     |
| Monkeys with Magic assistir          | 8 de maio de 1925       |
| Felix Cops the Prize                 | 25 de maio de 1925      |
| Felix Gets the Can assistir          | 8 de junho de 1925      |
| Felix Dopes it Out assistir          | 15 de agosto de 1925    |

#### General Electric(ca. 1925 comercial para lâmpadas Mazda)
| Título                       | Data de lançamento  |
| ---------------------------- | ------------------- |
| The Cat and the Kit assistir | 18 de junho de 1925 |

#### Educational Pictures (1925–1928)

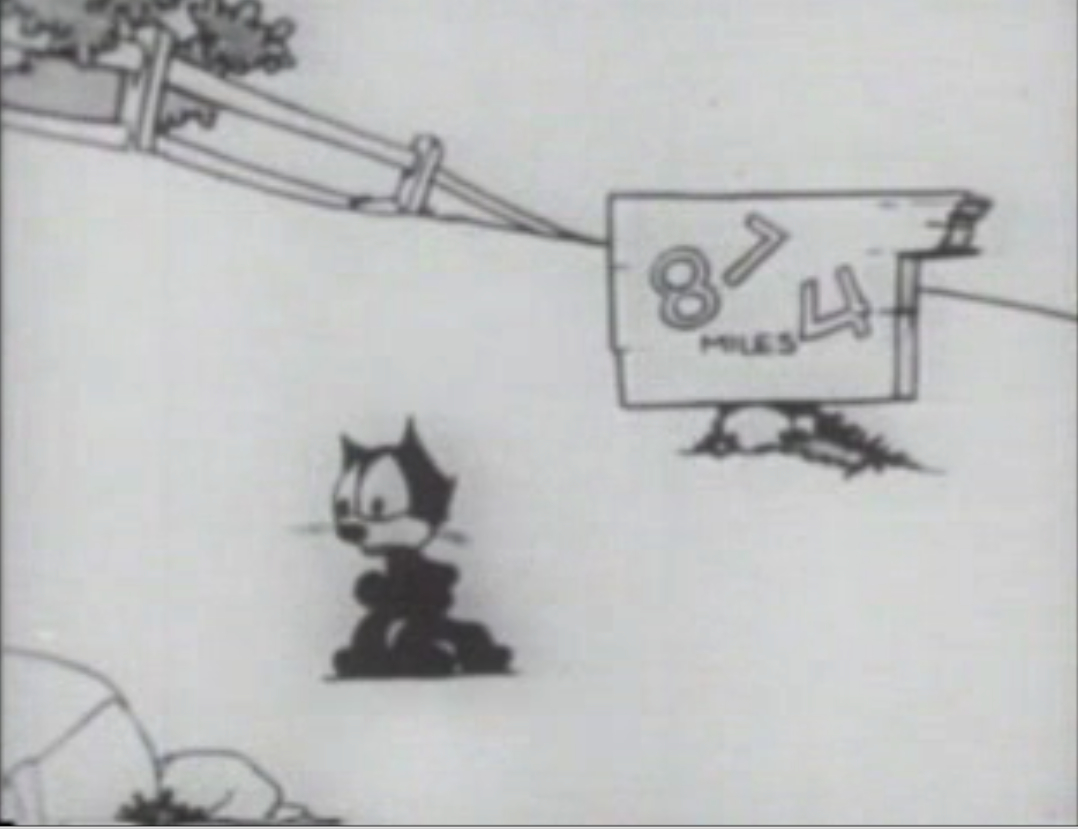
From The Non-Stop Fright (1927).

78 cartoons.
| Título                                                                 | Data de lançamento      | Notes                                                                     |
| ---------------------------------------------------------------------- | ----------------------- | ------------------------------------------------------------------------- |
| Felix Trifles With Time assistir                                       | 23 de agosto de 1925    |                                                                           |
| Felix Busts into Business                                              | 6 de setembro de 1925   |                                                                           |
| Felix Trips thru Toyland assistir                                      | 20 de setembro de 1925  |                                                                           |
| Felix on the Farm                                                      | 4 de outubro de 1925    |                                                                           |
| Felix on the Job                                                       | 18 de outubro de 1925   |                                                                           |
| Felix in the Cold Rush                                                 | 1º de novembro de 1925  |                                                                           |
| Eats are West assistir                                                 | 15 de novembro de 1925  |                                                                           |
| Felix Tries the Trades                                                 | 29 de novembro de 1925  |                                                                           |
| Felix at the Rainbow's End                                             | 13 de dezembro de 1925  |                                                                           |
| Felix Kept on Walking assistir                                         | 27 de dezembro de 1925  |                                                                           |
| Felix Spots the Spook                                                  | 10 de janeiro de 1926   |                                                                           |
| Felix Flirts with Fate                                                 | 24 de janeiro de 1926   |                                                                           |
| Felix in Blunderland                                                   | 7 de fevereiro de 1926  |                                                                           |
| Felix Fans the Flames                                                  | 21 de fevereiro de 1926 |                                                                           |
| Felix Laughs it Off                                                    | 7 de março de 1926      |                                                                           |
| Felix Weathers the Weather                                             | 21 de março de 1926     |                                                                           |
| Felix Uses His Head                                                    | 4 de abril de 1926      |                                                                           |
| Felix Misses the Cue                                                   | 18 de abril de 1926     |                                                                           |
| Felix Braves the Briny assistir recolorido, intitulado Sunken Treasure | 2 de maio de 1926       |                                                                           |
| A Tale of Two Kitties                                                  | 16 de maio de 1926      |                                                                           |
| Felix Scoots Through Scotland assistir                                 | 30 de maio de 1926      |                                                                           |
| Felix Rings the Ringer                                                 | 13 de junho de 1926     |                                                                           |
| School Daze                                                            | 27 de junho de 1926     |                                                                           |
| Felix Seeks Solitude                                                   | 11 de julho de 1926     |                                                                           |
| Felix Misses His Swiss assistir recolorido                             | 25 de julho de 1926     |                                                                           |
| Gym Gems assistir fragmento                                            | 8 de agosto de 1926     |                                                                           |
| Two-Lip Time assistir                                                  | 22 de agosto de 1926    |                                                                           |
| Scrambled Yeggs                                                        | 5 de setembro de 1926   |                                                                           |
| Felix Shatters the Sheik                                               | 19 de setembro de 1926  |                                                                           |
| Felix Hunts the Hunter assistir                                        | 3 de outubro de 1926    |                                                                           |
| Land O' Fancy assistir                                                 | 17 de outubro de 1926   |                                                                           |
| Felix Busts a Bubble assistir                                          | 31 de outubro de 1926   |                                                                           |
| Reverse English                                                        | 14 de novembro de 1926  |                                                                           |
| Felix Trumps the Ace                                                   | 28 de novembro de 1926  |                                                                           |
| Felix Collars the Button                                               | 12 de dezembro de 1926  |                                                                           |
| Zoo Logic                                                              | December 29, 1926       |                                                                           |
| Felix Dines and Pines assistir                                         | 9 de janeiro de 1927    |                                                                           |
| Pedigreedy assistir                                                    | 23 de janeiro de 1927   | Renovado em 1955. Passou para o domínio público em 1º de janeiro de 2023. |
| Icy Eyes                                                               | 6 de fevereiro de 1927  | Renovado em 1955. Tornou-se domínio público em 1º de janeiro de 2023.     |
| Stars in Stripes                                                       | 20 de fevereiro de 1927 | Renovado em 1955. Passou para o domínio público em 1º de janeiro de 2023. |
| Felix Sees 'Em in Season                                               | 6 de março de 1927      | Renovado em 1955. Tornou-se domínio público em 1º de janeiro de 2023.     |
| Barn Yarns                                                             | 20 de março de 1927     | Renovado em 1955. Passou ao domínio público em 1º de janeiro de 2023.     |
| Germ Mania assistir                                                    | 3 de abril de 1927      | Renovado em 1955 Tornou-se domínio público em 1º de janeiro de 2023.      |
| Sax Appeal                                                             | 27 de abril de 1927     | Renovado em 1955. Tornou-se domínio público em 1º de janeiro de 2023.     |
| Eye Jinks                                                              | 1º de maio de 1927      | Renovado em 1955. Tornou-se domínio público em 1º de janeiro de 2023.     |
| Felix the Cat as Roameo assistir                                       | 15 de maio de 1927      | Renovado em 1955. Tornou-se domínio público em 1º de janeiro de 2023.     |
| Felix Ducks His Duty assistir                                          | 29 de maio de 1927      | Renovado em 1955. Tornou-se domínio público em 1º de janeiro de 2023.     |
| Dough-Nutty                                                            | 12 de junho de 1927     | Renovado em 1955. Tornou-se domínio público em 1º de janeiro de 2023.     |
| "Loco"Motive                                                           | 26 de junho de 1927     | Renovado em 1955. Passou para o domínio público em 1º de janeiro de 2023. |
| Art for Heart's Sake                                                   | 10 de julho de 1927     | Renovado em 1955. Tornou-se domínio público em 1º de janeiro de 2023.     |
| The Travel-Hog assistir                                                | 14 de julho de 1927     | Renovado em 1955. Passou para o domínio público em 1º de janeiro de 2023. |
| Jack From All Trades assistir recolorido, intitulado Mister Do-All     | 7 de agosto de 1927     | Renovado em 1955. Tornou-se domínio público em 1º de janeiro de 2023.     |
| The Non-Stop Fright                                                    | 21 de agosto de 1927    | Renovado em 1955. Tornou-se domínio público em 1º de janeiro de 2023.     |
| Wise Guise                                                             | 4 de setembro de 1927   | Renovado em 1955. Tornou-se domínio público em 1º de janeiro de 2023.     |
| Flim Flam Films assistir                                               | 18 de setembro de 1927  | Renovado em 1955. Tornou-se domínio público em 1º de janeiro de 2023.     |
| Felix Switches Witches (a.k.a. Felix Snitches Witches) assistir        | 2 de outubro de 1927    | Renovado em 1955. Tornou-se domínio público em 1º de janeiro de 2023.     |
| No Fuelin'                                                             | 16 de outubro de 1927   | Renovado em 1955. Tornou-se domínio público em 1º de janeiro de 2023.     |
| Daze and Knights                                                       | 20 de outubro de 1927   | Renovado em 1955. Tornou-se domínio público em 1º de janeiro de 2023.     |
| Uncle Tom's Crabbin'                                                   | 13 de novembro de 1927  | Renewed in 1955. Went in the public domain on January 1, 2023.            |
| Whys and Other Whys                                                    | 27 de novembro de 1927  | Renovado em 1955. Tornou-se domínio público em 1º de janeiro de 2023.     |
| Felix Hits the Deck assistir                                           | 11 de dezembro de 1927  | Renovado em 1955. Tornou-se domínio público em 1º de janeiro de 2023.     |
| Felix Behind in Front                                                  | 25 de dezembro de 1927  | Renovado em 1955. Tornou-se domínio público em 1º de janeiro de 2023.     |
| The Smoke Scream                                                       | 8 de janeiro de 1928    | Renovado em 1955. Tornou-se domínio público em 1º de janeiro de 2024.     |
| Draggin' the Dragon assistir                                           | 22 de janeiro de 1928   |                                                                           |
| The Oily Bird                                                          | 5 de fevereiro de 1928  |                                                                           |
| Ohm Sweet Ohm                                                          | 19 de fevereiro de 1928 |                                                                           |
| Japanicky assistir                                                     | 4 de março de 1928      |                                                                           |
| Polly-tics assistir                                                    | 18 de março de 1928     |                                                                           |
| Comicalamities assistir                                                | 1º de abril de 1928     |                                                                           |
| Sure-Locked Homes assistir                                             | 15 de abril de 1928     |                                                                           |
| Eskimotive                                                             | 19 de abril de 1928     |                                                                           |
| Arabiantics                                                            | 13 de maio de 1928      |                                                                           |
| In- and Out-Laws                                                       | 27 de maio de 1928      |                                                                           |
| Outdoor Indore                                                         | 10 de junho de 1928     |                                                                           |
| Futuritzy                                                              | 24 de junho de 1928     |                                                                           |
| Astronomeows (a.k.a. Astronomeous)                                     | 8 de julho de 1928      |                                                                           |
| Jungle Bungles assistir                                                | 22 de julho de 1928     |                                                                           |
| The Last Life                                                          | 5 de agosto de 1928     |                                                                           |

#### First National Pictures (1928–1929)
Não se sabe se novos desenhos animados de Felix foram produzidos durante este período ou se First National (companhia da irmã Warner Bros.) apenas redistribuiu desenhos animados anteriores de Felix.

### Filmes sonoros

#### Copley Pictures (1929–1930)
A Copley Pictures foi a primeira distribuidora a lançar desenhos animados de Felix com som.  Foram 12 originais com som e 16 reedições, totalizando 28 desenhos animados.

##### Reedições de som
Vários desenhos animados silenciosos de Felix também foram relançados por Copley nessa época, com suas legendas removidas e som adicionado.  Títulos simples mais recentes também foram inseridos na maioria das reedições e as falas dos personagens foram cortadas, o que removeu sinais de direitos autorais de Imagens Educacionais.  Jacques Kopfstein foi contratado por Pat Sullivan para adicionar som ao filme, prática comum no final da era do cinema mudo, com filmes que recebiam esse tratamento conhecido por alguns como "glândulas de cabra".  Todos os curtas de Felix que foram relançados com som possuem trilha sonora pós-sincronizada (a trilha sonora foi feita para combinar com o filme já existente).  Como resultado, a sincronização não é perfeita e ocasionalmente há um atraso audível entre a ação e o efeito sonoro.

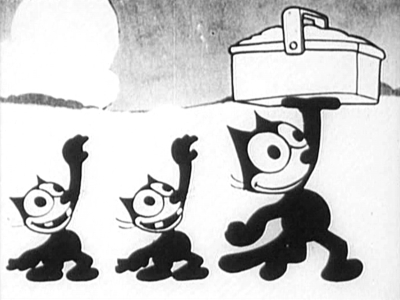
Felix, Inky, and Winky in April Maze (1930)

| Título                       | Data de lançamento |
| ---------------------------- | ------------------ |
| Arabiantics assistir         | 1928               |
| Outdoor Indore assistir      | 1928               |
| The Oily Bird assistir       | 1929               |
| Behind in Front              | 1929               |
| The Non-Stop Fright assistir | 1929               |
| Daze and Knights assistir    | 1929               |
| Eskimotive assistir          | 1929               |
| Astronomeows assistir        | 1929               |
| Futuritzy assistir           | 1929               |
| In and Out Laws              | 1929               |
| Uncle Tom's Crabbin assistir | 1929               |
| Switches Witches assistir    | 1929               |
| No Fuelin assistir           | 1929               |
| The Smoke Scream assistir    | 1929               |
| Japanicky assistir           | 1929               |
| Whys and Otherwise assistir  | 1929               |

##### Novos lançamentos
Copley também distribuiu 12 desenhos animados originalmente com som.
| Título               | Data de lançamento | Notes                                                                  |
| -------------------- | ------------------ | ---------------------------------------------------------------------- |
| False Vases assistir | 1929               | Conforme mostrado aqui, primeiro episódio de Felix da Copley Pictures. |

## Televisão
| # | Título                             | Primeira data de exibição | Última data de exibição | Temporadas | Episódios | Rede        |
| - | ---------------------------------- | ------------------------- | ----------------------- | ---------- | --------- | ----------- |
| 1 | Felix the Cat                      | 2 de outubro de 1958      | 13 de maio de 1960      | 5          | 260       | Syndication |
| 2 | The Twisted Tales of Felix the Cat | 16 de setembro de 1995    | 12 de abril de 1997     | 2          | 21        | CBS         |
| 3 | Baby Felix                         | 8 de outubro de 2000      | 29 de junho de 2001     | 1          | 65        | NHK         |

## Longas-metragens
Mais de cinco décadas após os últimos curtas teatrais, foi produzido o longa-metragem Félix. Embora originalmente planejado para ser lançado nos cinemas, foi lançado como um direct-to-video recurso em vez disso.
| Title                        | Original release date                           |
| ---------------------------- | ----------------------------------------------- |
| Felix the Cat: The Movie     | Outubro de 1988 (Festival de Cinema de Londres) |
| Félix, o Gato, Salva o Natal | 12 de outubro de 2004 (vídeo)                   |

Em Felix the Cat Saves Christmas, Felix, juntamente com seu saco mágico de truques, devem impedir o Professor e Rock Bottom de arruinar o Natal.  O Professor planeja usar sua diabólica máquina de fazer neve para criar a maior nevasca que o mundo já viu.  Se o seu esquema funcionar, o Natal será cancelado com certeza.  Felix parte heroicamente para o Pólo Norte para ajudar o Papai Noel, mas Felix precisará de todos os truques de sua bolsa mágica.